# Le sceneggiate di Mario Merola
Le sceneggiate di Mario Merola è una raccolta discografica di Mario Merola pubblicata in Italia nel 2013.

## Tracce
1. L'urdema buscia – 3:26 (Riccardi - Sorrentino)
2. Nun c'è sarà dimane – 3:14
3. S'è cagnata 'a scena – 2:46
4. Velo Niro – 3:21 (Mallozzi - Cardinale)
5. Tu me lasse – 3:09 (Aiello - Cirillo)
6. Gelusia d'ammore – 3:11 (La Monica - Saviano - Cirillo)
7. Quatto mura – 3:09 (Mallozzi - Cardinale - Colosimo)
8. So' nnato carcerato – 3:14 (Mallozzi - Cardinale - Sciotti)
9. Quatt'anne ammore – 3:43 (Aiello - Cirillo)
10. Dicite all'avvocato – 3:19 (Mallozzi - Cardinale - Sciotti)
11. 'A fede (l'urdemo bicchiere) – 3:23 (Letico - Anepeta)
12. Amice – 2:35
13. Malommo – 2:46 (Annone - De Dominicis - Avitabile)
14. Femmena nera – 3:29 (Chiarazzo - Cardinale)